# جين مورات
جين مورات (بالفرنسية: Jean Murat)‏ هو ممثل فرنسي، ولد في 13 يوليو 1888 بفرنسا، وتوفي في 5 يناير 1968 بآكس أون بروفانس في فرنسا بسبب نوبة قلبية.

## وصلات خارجية
- جين مورات على موقع IMDb (الإنجليزية)
- جين مورات على موقع ألو سيني (الفرنسية)
- جين مورات على موقع ميوزك برينز (الإنجليزية)
- جين مورات على موقع أول موفي (الإنجليزية)
- جين مورات على موقع قاعدة بيانات الأفلام السويدية (السويدية)
- جين مورات على موقع قاعدة بيانات الفيلم (الإنجليزية)
- جين مورات على موقع كينوبويسك (الروسية)